# Orde van het Huis van Osman

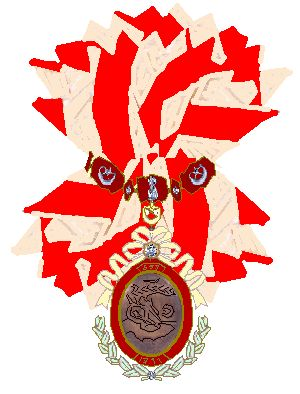
Kleinood aan lint

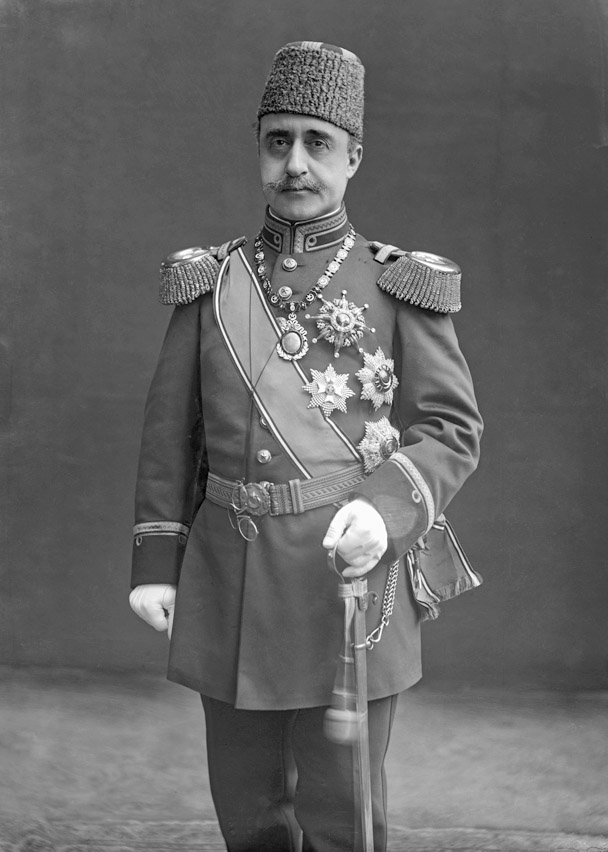
Z.K.H. Prins Yusuf Izzedidin met de keten van de Orde van het Huis van Osman in 1911

De Orde van het Huis van Osman, in het Turks "Hanedan-i-Ali-Osman Nishani" geheten en in een Engelse bron "De huisorde van de Illustere Ottomaanse Dynastie" geheten, werd op 31 augustus 1893 door sultan Abdu'l-Hamid Khan II, oftewel Abdulhamid II ingesteld. Deze dynastieke orde werd alleen aan de leden van de keizerlijke familie verleend en er zijn vermoedelijk niet meer dan zestien benoemingen geweest. Een andere bron noemt vijftig verleningen waaronder één buiten de kring van de Koningshuizen, aan Grootvizier Tewfik Pasha. Men droeg het kleinood aan een keten of aan een lint. De keten werd gebruikt wanneer men ook andere onderscheidingen droeg.
De ster werd op de linkerborst gedragen. Het lint is rood met twee witte strepen.
Het kleinood is een gouden ovaal medaillon met daarop de gekalligrafeerde handtekening of tughra van sultan Abdulhamid II en de tekst "Vertrouwend op de bijstand van de Almachtige God" en daaronder "Souverein van het Ottmaanse Rijk". Rond het medaillon is een donkerrood geëmailleerde ring met de jaartallen 699 en 1311, een lint en lauwerbladeren aangebracht. De verhoging is een witte halve maan met witte ster.
In 1923 hield de orde, met het Ottomaanse Rijk, op te bestaan. De versierselen zijn zeldzaam en kostbaar.
Men droeg dit kleinood aan een rood met wit lint of een keten. Het lint was als een bos linten of kokarde opgemaakt en werd door een keten, een miniatuur-uitvoering van de ordeketen, bijeengehouden. De keten had negentien grote en achttien kleinere donkerrode schakels met witte sterren en halve manen. Men droeg het lint nooit samen met andere onderscheidingen. Er is geen ster.
Behalve aan de leden van de keizerlijke familie, men decoreerde ook de dames, werd de orde aan bevriende staatshoofden toegekend.
De twee laatste Perzische keizers uit de Qajar dynastie, sultan Ahmad Shah (1909 - 1925) en Muhammad 'Ali Shah (1907 - 1909) droegen deze hoge onderscheiding van hun buurland.
De Egyptische kedive, formeel een vazal van de sultan, Sa'adat Sahib al-Tal'a al-vaiqa al-Khedivi al-Afkham wa'l-duari al-Akram oftewel Abbas Hilmi II (1892-1914) droeg deze orde sinds 9 februari 1895, hij droeg ook de Orde van de Eer (Nishan-i-Ali-Imtiaz).
Wilhelm II van Duitsland droeg de orde sinds 30 november 1898. Op 15 oktober 1917 verleende zijn Turkse bondgenoot hem de Orde van de Glorie (Atiq Nishan-i-Iftikhar) met briljanten.
George V van het Verenigd Koninkrijk werd op 14 maart 1912 in de Huisorde van Osman opgenomen.
Eduard VII van het Verenigd Koninkrijk ontving in 1862 een versiersel met briljanten.
In 1869 werd hem het grootkruis van de Keizerlijke Orde van de Adeldom (Nishan-i-Majidia) verleend.